# Nirut Surasiang
Đoàn Văn Nirut, tên khai sinh là Nirut Surasiang (tiếng Thái: นิรุจน์ สุระเสียง, sinh ngày 20 tháng 2 năm 1979) là một cựu cầu thủ bóng đá người Thái Lan nhập tịch. Anh có cả hai quốc tịch Thái Lan và Việt Nam sau khi đăng ký hộ chiếu Việt Nam.

## Bàn thắng quốc tế
| #  | Ngày                 | Địa điểm                                 | Đối thủ           | Tỷ số | Kết quả | Giải đấu                 |
| -- | -------------------- | ---------------------------------------- | ----------------- | ----- | ------- | ------------------------ |
| 1. | 4 tháng 4 năm 2000   | Băng Cốc, Thái Lan                       | CHDCND Triều Tiên | 2–1   | 5–3     | Vòng loại Asian Cup 2000 |
| 2. | 21 tháng 11 năm 2003 | Băng Cốc, Thái Lan                       | Uzbekistan        | 2–0   | 4–1     | Vòng loại Asian Cup 2004 |
| 3. | 31 tháng 3 năm 2004  | Sana'a, Yemen                            | Yemen             | 2–0   | 3–0     | Vòng loại World Cup 2006 |
| 4. | 15 tháng 10 năm 2007 | Estádio Campo Desportivo, Ma Cao, Ma Cao | Ma Cao            | 3–0   | 7–1     | Vòng loại World Cup 2010 |

## Danh hiệu

### Câu lạc bộ
BEC Tero Sasana
- Vô địch Thai Premier League (2): 2000, 2001–02
- Vô địch Kor Royal Cup (1): 2001

Bình Định
- Vô địch Cúp Quốc gia (1): 2004

Navibank Sài Gòn
- Vô địch Cúp Quốc gia (1): 2011